# صموئيل سميث هاريسون
صموئيل سميث هاريسون (بالإنجليزية: Samuel Smith Harrison)‏ هو محامي وسياسي أمريكي، ولد في 1780 في فرجينيا في الولايات المتحدة، وتوفي في 1 أبريل 1853 في الولايات المتحدة. حزبياً، نشط في الحزب الديمقراطي. وقد انتخب عضو مجلس النواب الأمريكي.